# Muyinga
Muyinga er en by i den nordøstlige del af Burundi, med et indbyggertal på cirka 50.000. Byen er hovedstad i en provins af samme navn.
2°51′S 30°20′Ø / 2.850°S 30.333°Ø